# Eleonora di Montfort
Eleonora di Montfort (1252 – Abergwyngregyn, 19 giugno 1282) figlia di Simone V di Montfort e di Eleonora Plantageneta fu la prima donna ad aver usato il titolo di principessa del Galles.

## La vita
Nacque nel 1252 da Simone V di Montfort e dalla moglie Eleonora Plantageneta, essa era a sua volta figlia di Giovanni d'Inghilterra e di Isabella d'Angoulême. Fra i suoi parenti del lato materno si potevano annoverare Enrico III d'Inghilterra, Riccardo di Cornovaglia, Giovanna Plantageneta, Isabella d'Inghilterra e Joan del Galles.

Quando Eleonora aveva tredici anni suo padre e suo fratello Enrico di Montfort vennero uccisi alla Battaglia di Evesham nel 1265. 
Secondo alcuni cronacotecari del tempo come Nicholas Trevet suo padre aveva stretto, prima di morire, un accordo di matrimonio che legava Eleonora a suo nipote Llywelyn Ein Llyw Olaf ap Gruffydd. Una volta morto il padre Simone, Eleonora fu costretta a fuggire insieme al resto della propria famiglia; essi lasciarono l'Inghilterra dirigendosi al convento domenicano di Montargis che era stato fondato dai Montfort.
Sua madre Eleanor vi morì nel 1275 e poco dopo Eleonora e Llywelyn si sposarono per procura. 

Successivamente ella intraprese il viaggio che dalla Francia doveva portarla nel Galles del nord evitando di passare via terra per l'Inghilterra, tuttavia le navi che trasportavano lei, il fratello Amalrico di Montfort ed il loro seguito vennero catturate presso Bristol, poco distante dalle Isole Scilly. Sei uomini nominati, insieme con gli equipaggi delle quattro navi di Bristol sono stati poi premiati con un pagamento di 220 marchi. 
'Thomas Larchdeacon', 'Tommaso l'Arcidiacono', che ha ideato la cattura a nome del suo primo cugino Edoardo I d'Inghilterra è stato pagato con £ 20 nel maggio 1276 per ordine del re, attraverso lo sceriffo della Cornovaglia.

Eleonora venne portata al Castello di Windsor dove rimase prigioniera del cugino Edoardo I d'Inghilterra per i successivi tre anni, fino al 1277, anno del trattato di Aberconwy.
Una volta libera Eleonora e Llywelyn si risposarono formalmente nella Cattedrale di Worcester, fu lo stesso Edoardo a portare la sposa alla cerimonia e a pagare per il banchetto.
Eleonora morì il 19 giugno 1282 dando alla luce la sua unica figlia Gwenllian ferch Llywelyn mentre si trovava ad Abergwyngregyn in una delle residenze del marito per essere poi sepolta ad Anglesey.
Suo marito venne ucciso l'11 dicembre dello stesso anno e il loro figlio venne preso prigioniero da Edoardo I che lo portò a Sempringham Priory nel Lincolnshire dove rimase confinato per circa cinquant'anni, fino alla morte nel 1337.